# Amurru

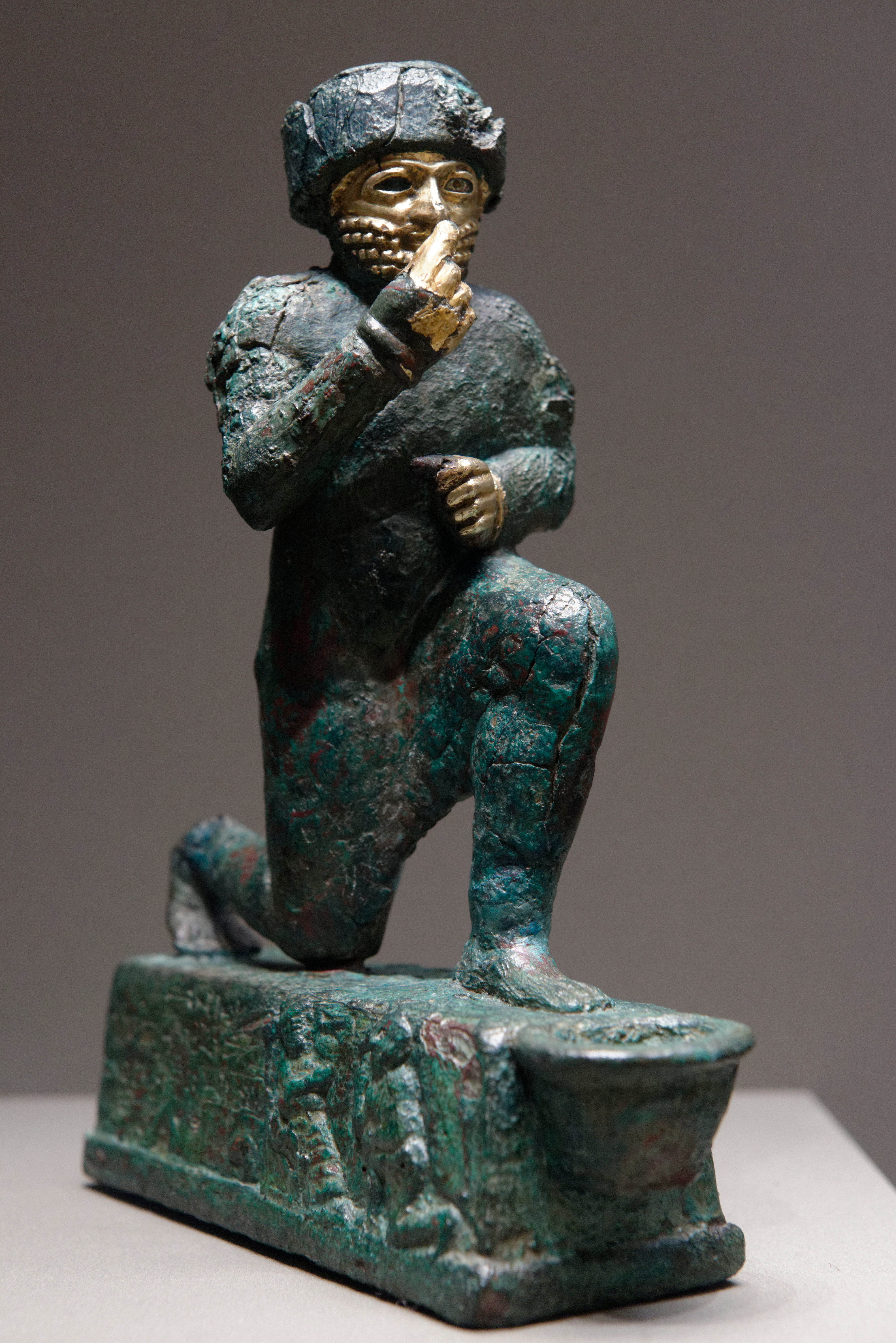
Statuetă găsită la Larsa cu un om în genunchi, catalogat ca un închinător la zeul Amurru, începutul mileniului al II-lea î.Hr., Luvru

Amurru și Martu sunt numele date în textele akkadiane și sumeriene zeului Amoriților/oamenilor Amurru. El este uneori numit Ilu Amurru (DMAR.TU). El era conducătorul zeilor în orașul mesopotamian Ninab, a cărui locație exactă este necunoscută. 
Numele Amurru și Martu erau și numele populației amoriților in limbile akkadiană, respectiv sumeriană.